# Muscolo inspiratore
I muscoli inspiratori sono tutti quei muscoli che agiscono sulle coste, sollevandole, facendo così aumentare il volume della cavità toracica. Si viene a formare così una differenza di pressione tra l'interno dei polmoni e l'ambiente esterno al corpo tale per cui l'aria entra spontaneamente all'interno dei polmoni. Nella fase di espirazione intervengono, invece, i muscoli espiratori che abbassano le coste, riducendo il volume della cavità toracica. A questo punto l'aria dentro i polmoni ha una pressione maggiore rispetto a quella a cui è sottoposta l'aria dell'ambiente esterno e dunque, spontaneamente, fluirà verso l'esterno.
I muscoli inspiratori ed espiratori intervengono nella cosiddetta "respirazione forzata", poiché nella respirazione tranquilla (che avviene soltanto in alcuni momenti del sonno) le fasi di inspirazione ed espirazione sono regolate rispettivamente dalla contrazione e dal rilassamento del diaframma.